# Stanisław Stańdo
Stanisław Władysław Stańdo (ur. 29 marca 1945 w Tomaszowie Mazowieckim) – polski polityk, ekonomista i inżynier, poseł na Sejm I kadencji.
Ukończył studia na Wydziale Mechanicznym Wyższej Szkoły Pedagogicznej w Krakowie (1978) oraz na Wydziale Ekonomiki Przemysłu Uniwersytetu Łódzkiego (1984). Na początku lat 90. pracował jako naczelnik w urzędzie miejskim w Tomaszowie Mazowieckim. Pełnił funkcję posła I kadencji wybranego z listy Wyborczej Akcji Katolickiej w okręgu piotrkowskim. Należał do Zjednoczenia Chrześcijańsko-Narodowego. W latach 1998–2006 był radnym, a od 2002 także wicestarostą powiatu tomaszowskiego z ramienia Chrześcijańskiego Porozumienia Obywatelskiego. W 2010 z listy PiS został radnym Tomaszowa Mazowieckiego, w 2014 nie uzyskał reelekcji.